# ブレイングレイ
株式会社ブレイングレイは、かつて1980年代に東京都港区南青山に存在していた日本のゲームメーカーである。正式表記は株式会社ブレイン・グレイ。
もともと光栄に在籍していた飯島健男を中心に新たに結成した会社で、社名の由来は推理小説のキャラクター名探偵ポワロの台詞「灰色の脳細胞が動いた」に由来する。
第1回作品『抜忍伝説』のヒットで一躍有名になる。『ラストハルマゲドン』でゲーマーに衝撃を与えるが、その後、運営方針の違いから飯島が離脱する（「パンドラボックス」を参照）。開発中だった『ラストハルマゲドン番外編 妖怪変紀行』はプレイヤーキャラを日本の妖怪にしたRPGの予定だったが、飯島の離脱や、著作権の問題（水木しげるが創作した妖怪を、水木の創作物とは知らずにプレイヤーキャラに設定してしまったことなど）などから開発中止となった。
飯島の離脱後、ヒット作に恵まれず、自然消滅した。
2007年現在、著作権の所持は空白となっており、ゲームソフトの再配布は困難になっている。

## かつて在籍していたメンバー（一部著名人）
- 飯島健男
- 葉山宏治
- 中津賢也

## 代表作品
- 抜忍伝説 翼を持った男たち
- 抜忍伝説番外編 闇からの訪問者
- ラストハルマゲドン
- ラストハルマゲドン番外編 妖怪変紀行（発売中止）
- エフェラ アンド ジリオラ ジ・エンブレム フロム ダークネス